# 迪德瓦纳
迪德瓦纳（Didwana），是印度拉贾斯坦邦Nagaur县的一个城镇。总人口44661（2001年）。

## 人口
该地2001年总人口44661人，其中男性23396人，女性21265人；0—6岁人口7728人，其中男4057人，女3671人；识字率58.48%，其中男性为70.05%，女性为45.75%。